# Ingrid Munro
Ingrid Munro, under en period Jussil och Jussil Årlin, född Mårtensson 25 mars 1941 i Norrköping, är en svensk arkitekt som grundat och arbetar med Jamii Bora, en mikrofinansieringorganisation baserad i Nairobi i Kenya.

## Biografi
Ingrid Munroe växte upp i Årsta i Stockholm. Hon utbildade sig till arkitekt, gifte sig i december 1961 med Sune Jussil  och tog  arkitektexamen vid KTH 1964. Hon arbetade i slutet av 1960-talet som förste arkitekt i Stockholms stads generalplaneberedning  för att från 1969 arbeta på bostadsdepartementet (civildepartementet före 1974). Hon var också en tid på 1970-talet gift med Georg Årlinoch använde då efternamnet Jussil-Årlin. Mellan 1979 och 1984 var hon chef för Statens råd för byggnadsforskning.
1987 utsågs till FN:s Internationella år för de hemlösa och Ingrid Munro fick anställning för att övertyga regeringar att genomföra bostadsreformer. Efter det året fick hon erbjudande av några regeringar i Afrika att leda den mellanstatliga organisationen African Housing Foundation som hon sedan ledde 1988–1999.
När Munroe pensionerades 1999 grundade hon Jamii Bora tillsammans med 50 kvinnliga tiggare genom att till dem låna ut dubbelt så mycket som de hade sparat. Munro hade lärt känna kvinnorna efter att hon med sin kanadensiska man Bob Munro adopterat först ett barn som levde på gatan och sedan barnets två bröder. Jamii Bora har haft över 200 000 medlemmar.
2012 var Ingrid Munro med i dokumentärfilmen Half the Sky: Turning Oppression into Opportunity for Women Worldwide som visades på PBS 1–2 oktober.